# Acsmithia
Acsmithia es un género de plantas con flores de la familia Cunoniaceae. Es nativo de Australia. El género comprende 16 especies descritas y aceptadas.

## Taxonomía
El género fue descrito por Ruurd Dirk Hoogland y publicado en Blumea 25: 492. 1979. La especie tipo es: Acsmithia pulleana (Schltr.) Hoogland	

## Especies aceptadas
A continuación se brinda un listado de las especies del género Acsmithia aceptadas hasta marzo de 2013, ordenadas alfabéticamente. Para cada una se indica el nombre binomial seguido del autor, abreviado según las convenciones y usos:
- Acsmithia austrocaledonica (Brongn. & Gris) Hoogland
- Acsmithia brongniartiana (Schltr.) Hoogland
- Acsmithia collina Hoogland
- Acsmithia davidsonii (F.Muell.) Hoogland
- Acsmithia densiflora (Brongn. & Gris.) Hoogland
- Acsmithia elliptica (Vieill. ex Pamp.) Hoogland
- Acsmithia integrifolia (Pulle) Hoogland
- Acsmithia laxiflora Hoogland
- Acsmithia meridionalis Hoogland
- Acsmithia parvifolia (Schltr.) Hoogland
- Acsmithia pedunculata (Schltr.) Hoogland
- Acsmithia pubescens (Pamp.) Hoogland
- Acsmithia pulleana (Schltr.) Hoogland
- Acsmithia reticulata (Schltr.) Hoogland
- Acsmithia undulata (Vieill.) Hoogland
- Acsmithia vitiensis (A.Gray) Hoogland